# Mouhers
Mouhers är en kommun i departementet Indre i regionen Centre-Val de Loire i de centrala delarna av Frankrike. Kommunen ligger i kantonen Neuvy-Saint-Sépulchre som tillhör arrondissementet La Châtre. År 2022 hade Mouhers 205 invånare.

## Befolkningsutveckling
Antalet invånare i kommunen Mouhers
Referens:INSEE